# Fets del Paranimf
Es coneix com els Fets del Paranimf els actes de protesta estudiantil ocorreguts a la Universitat de Barcelona el 18 i 19 de febrer de 1957. Va ser seguit el 21 de febrer amb una assemblea, considerada com la Primera Assemblea Lliure d'Estudiants de la universitat.
L'octubre de 1956 es va produir la invasió d'Hongria per l'exèrcit Roig soviètic que varen estar aprofitades pels estudiants per protestar contra el règim franquista. Durant les protestes es van llençar retrats de Franco i José Antonio Primo de Rivera al carrer i la universitat va ser tancada per les autoritats franquistes durant un mes. En resposta, es va realitzar la I Assemblea Lliure d'Estudiants al Paranimf, un acte que la Federació Nacional d'Estudiants de Catalunya (FNEC) va avalar, així com les reivindicacions manifestades: reconeixement dels drets culturals i polítics de les nacionalitats històriques, establiment de llibertats polítiques, reconeixement dels drets dels pobles a la veritat (suppressió del Ministeri d'Informació) i l'aplicació d'una política socialment justa.
Van proclamar un manifest que concloïa així: «La nostra arma com a homes lliures és la raó. La del dictador la violència. No pot ésser d'altra manera. Precisament perquè el dictador coneix la força de la raó i la tem».
Un any més tard es va reeditar el manifest en record dels fets i l'abril de 1958 fou reeditat a París conjuntament amb la Unión Democràtica de Estudiantes.